# DotProject
O dotProject é um sistema de gerência de projetos em software livre de fácil utilização, com um conjunto de funcionalidades e características que o tornam indicado para implementação em ambientes corporativos, pois atende a diversas necessidades de gerentes e Escritórios de Projetos.
O dotProject é uma aplicação web e seu acesso é feito através de um navegador, assim sua utilização independe de sistema operacional e instalação na máquina do usuário, pois é executado em um servidor. Em termos mais técnicos, o dotProject é um sistema escrito em PHP, que utiliza banco de dados MySQL.
O dotProject unifica:
- informações de empresas;
- informações de projetos de cada empresa;
- todas as tarefas necessárias à execução de cada projeto;
- saber quanto de cada tarefa já foi realizado;
- Diagrama de Gantt;
- informação de usuários e colaboradores de cada tarefa;
- um modo fácil de informar usuários de suas associações a tarefas (via email);
- lembretes popup sobre prazos próximos ao fim;
- uma lista de contatos relacionados;
- calendários com visões diferentes: mensal, semanal e diária;
- fóruns relacionados a projetos;
- repositório de arquivos relacionados a projetos.